# Raphael Georg Kiesewetter
Raphael Georg Kiesewetter (né le 29 août 1773 à Holešov en margraviat de Moravie et mort le 1er août 1850 à Baden) est un historien de la musique et musicologue. Il est l'un des pionniers de la musicologie et notamment l'un des premiers, avec François-Joseph Fétis, à avoir mis en avant l'importance de l'école franco-flamande dans l'histoire de la musique du Bas Moyen Âge et de la Renaissance,

## Publications
- Catalog der Sammlung alter Musik, Vienne 1847 [lire en ligne]